# Lisurida
La lisurida (Dopergin, Proclacam, Revanil) es un agente antiparkinsoniano del grupo de la iso-ergolina, químicamente relacionada con los medicamentos dopaminérgicos del grupo de la ergolina, útiles para el Parkinson. La lisurida se describe como base libre (véase el cuadro a la derecha) y como una sal de hidrogenomaleato.
La lisurida se usa para bajar la prolactina y, en dosis bajas, para prevenir ataques de migraña. El uso de lisurida como tratamiento inicial anti-parkinsoniano se ha defendido, lo que retrasa la necesidad de levodopa hasta que la lisurida resulta insuficiente para el control de la discapacidad parkinsoniana.  Los ensayos preliminares sugieren que la aplicación cutánea de lisurida puede ser útil en el tratamiento de la enfermedad de Parkinson. Como la lisurida se absorbe muy mal cuando se toma por vía oral y tiene una vida media corta, la administración transdérmica continua ofrece ventajas significativas y podría hacer que el compuesto fuese un medio terapéutico mucho más consistente.  La lisurida no está disponible actualmente en los EE. UU., pues la droga no tuvo un éxito comercial en comparación con otros compuestos antiparkinsonianos agonistas del receptor de la dopamina. Todavía se utiliza clínicamente en un número de países de la UE y está disponible comercialmente en el Reino Unido y China.

## Modo de acción
La lisurida es un agonista  parcial de los receptores de la dopamina y la serotonina.  Tiene una alta afinidad por el receptor D2 de la dopamina, los receptores D3 y D4, así como los  5-HT1A y 5-HT2A/C de la serotonina. Si bien la lisurida tiene un perfil de unión al receptor similar al más conocido y similar químicamente ergoloide N,N-dietil-lisergamida (LSD), carece de los efectos psicodélicos de su compuesto hermano.

Referencias
1. ↑  Marona-Lewicka D, Kurrasch-Orbaugh DM, Selken JR, Cumbay MG, Lisnicchia JG, Nichols DE (Octubre de 2002). «Re-evaluation of lisuride pharmacology: 5-hydroxytryptamine1A receptor-mediated behavioral effects overlap its other properties in rats». Psychopharmacology (Berl.) 164 (1): 93-107. PMID 12373423. doi:10.1007/s00213-002-1141-z.
2. ↑  Egan CT, Herrick-Davis K, Miller K, Glennon RA, Teitler M (abril de 1998). «Agonist activity of LSD and lisuride at cloned 5HT2A and 5HT2C receptors». Psychopharmacology (Berl.) 136 (4): 409-14. PMID 9600588. doi:10.1007/s002130050585.
3. ↑  González-Maeso J, Weisstaub NV, Zhou M, Chan P, Ivic L, Ang R, Lira A, Bradley-Moore M, Ge Y, Zhou Q, Sealfon SC, Gingrich JA (Febrero de 2007). «Hallucinogens recruit specific cortical 5-HT(2A) receptor-mediated signaling pathways to affect behavior». Neuron 53 (3): 439-52. PMID 17270739. doi:10.1016/j.neuron.2007.01.008.

- Datos: Q424446
- Multimedia: Lisuride / Q424446